# BMW X6 (G06)
Le BMW G06 est un SUV coupé fabriqué par le constructeur automobile BMW et il est disponible depuis 2019. F96 est la désignation interne du X6 M.

## Historique du modèle
BMW a publié les premières images du G06 le 3 juillet 2019. Le véhicule a été présenté en première publique en septembre 2019 au Salon de l'automobile de Francfort-sur-le-Main (IAA). Les premiers modèles du X6, qui est à nouveau produit à l'usine BMW de Spartanburg, sont livrés depuis novembre 2019.
Toujours à l'IAA 2019, le G06 a été présenté en tant que modèle unique avec la peinture Vantablack VBx2. La peinture utilisée absorbe jusqu'à 99,965% de la lumière, ce qui en fait la plus noire du monde.
Au Salon de l'automobile de Los Angeles en novembre 2019, BMW a présenté le X6 en version M, propulsé par le même moteur que la BMW M5 F90. Le lancement sur le marché du X6 M F96 a eu lieu en avril 2020.

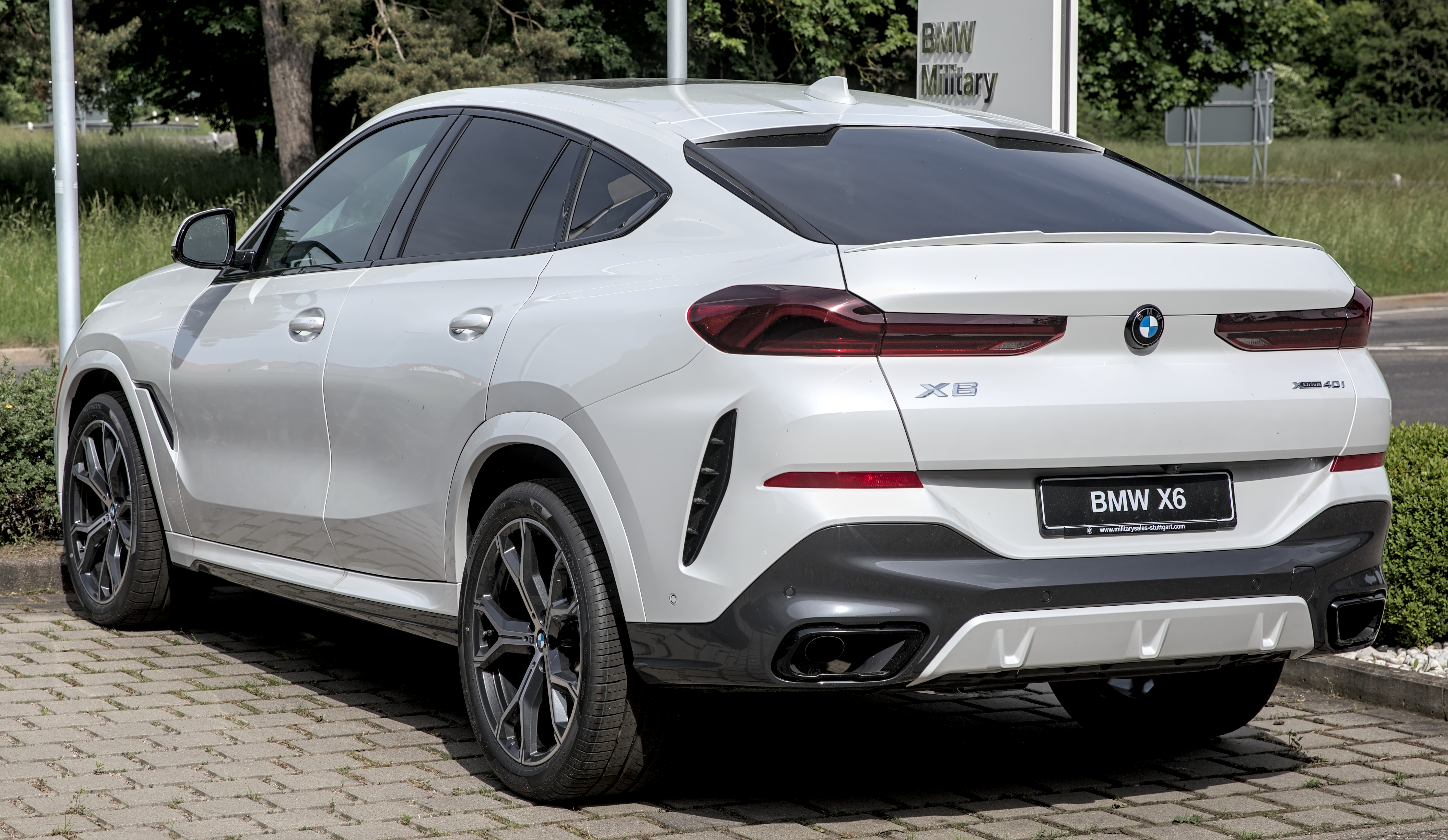
Vue arrière
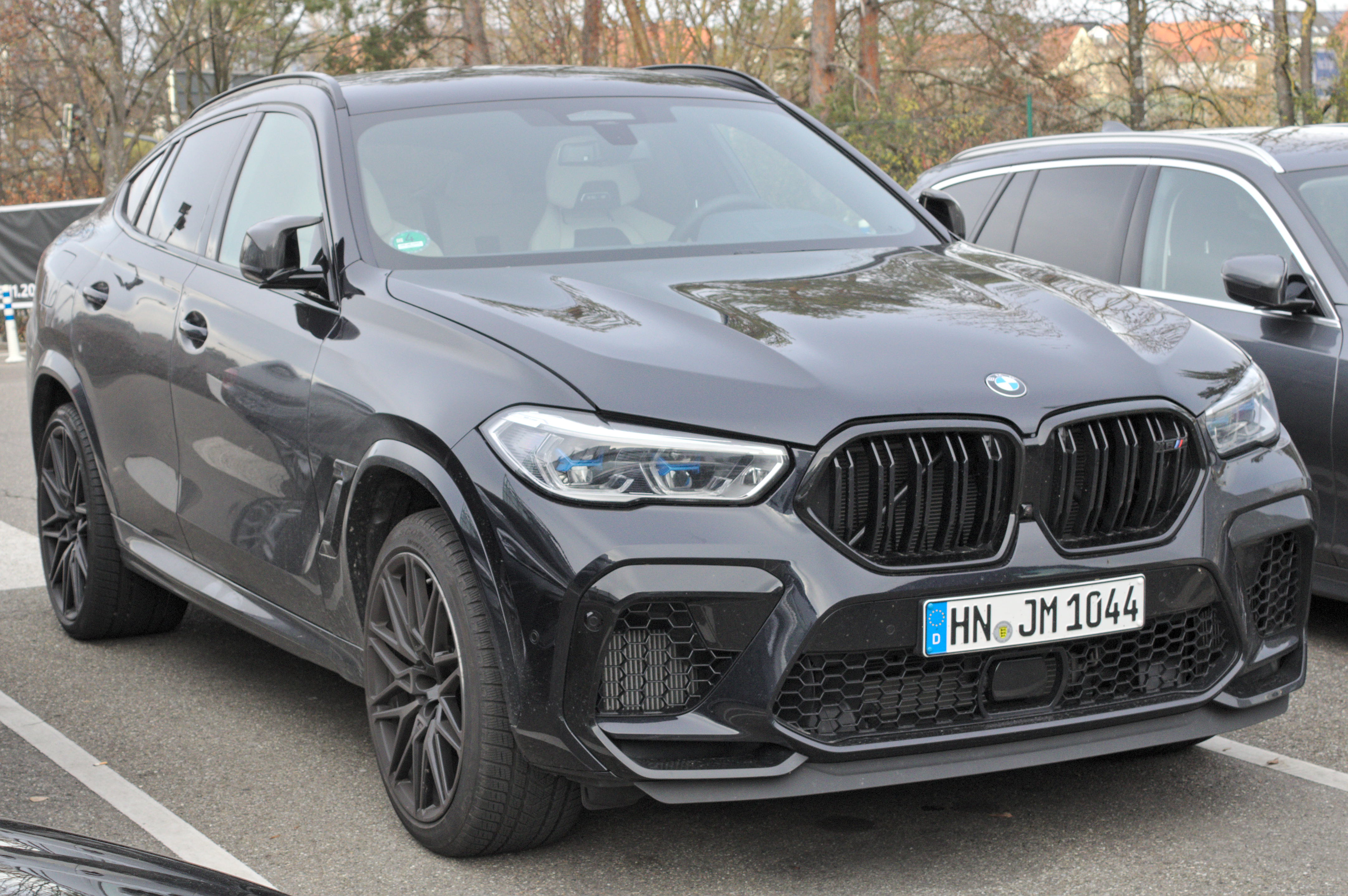
BMW X6 M Competition
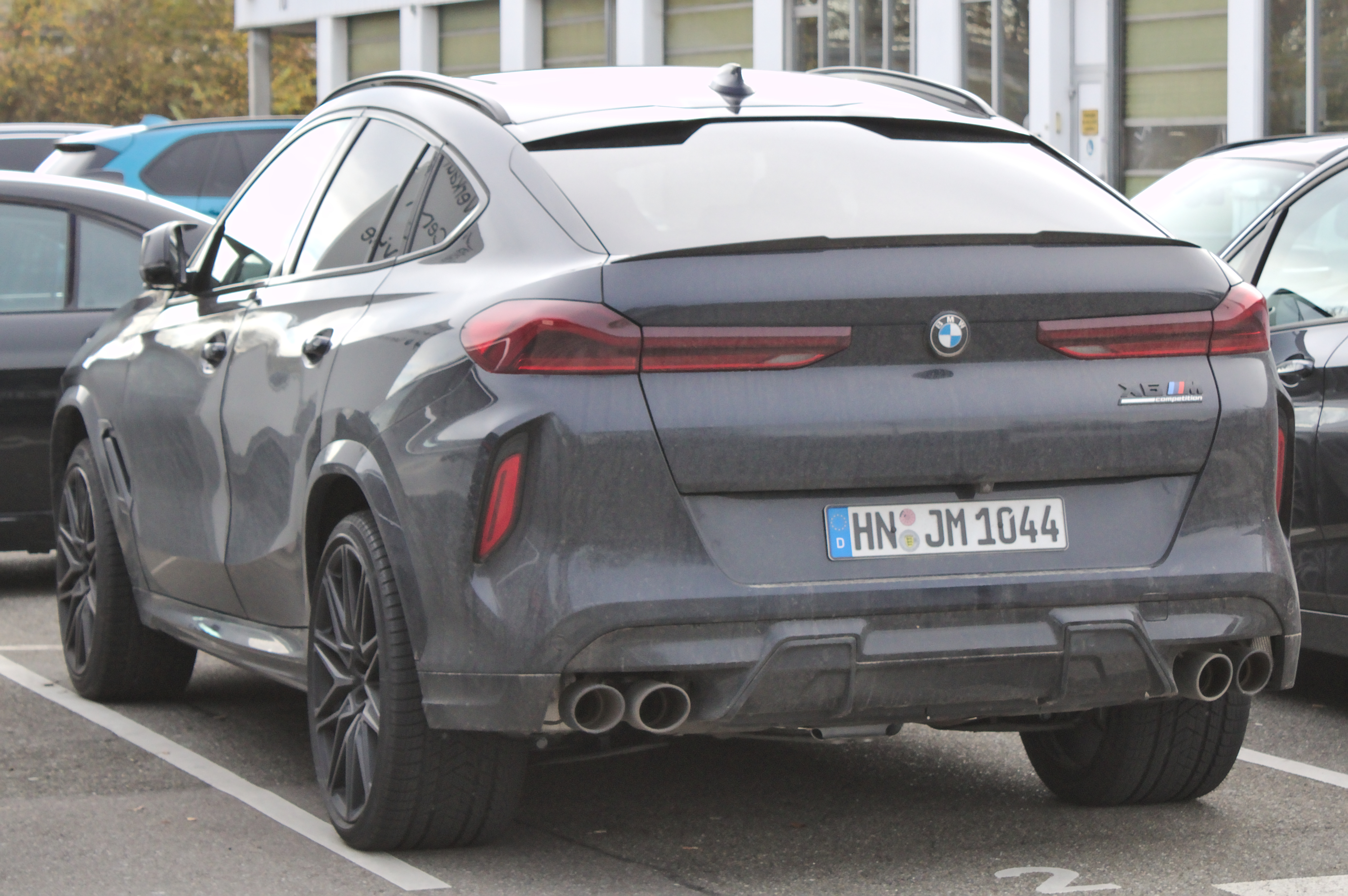
Vue arrière
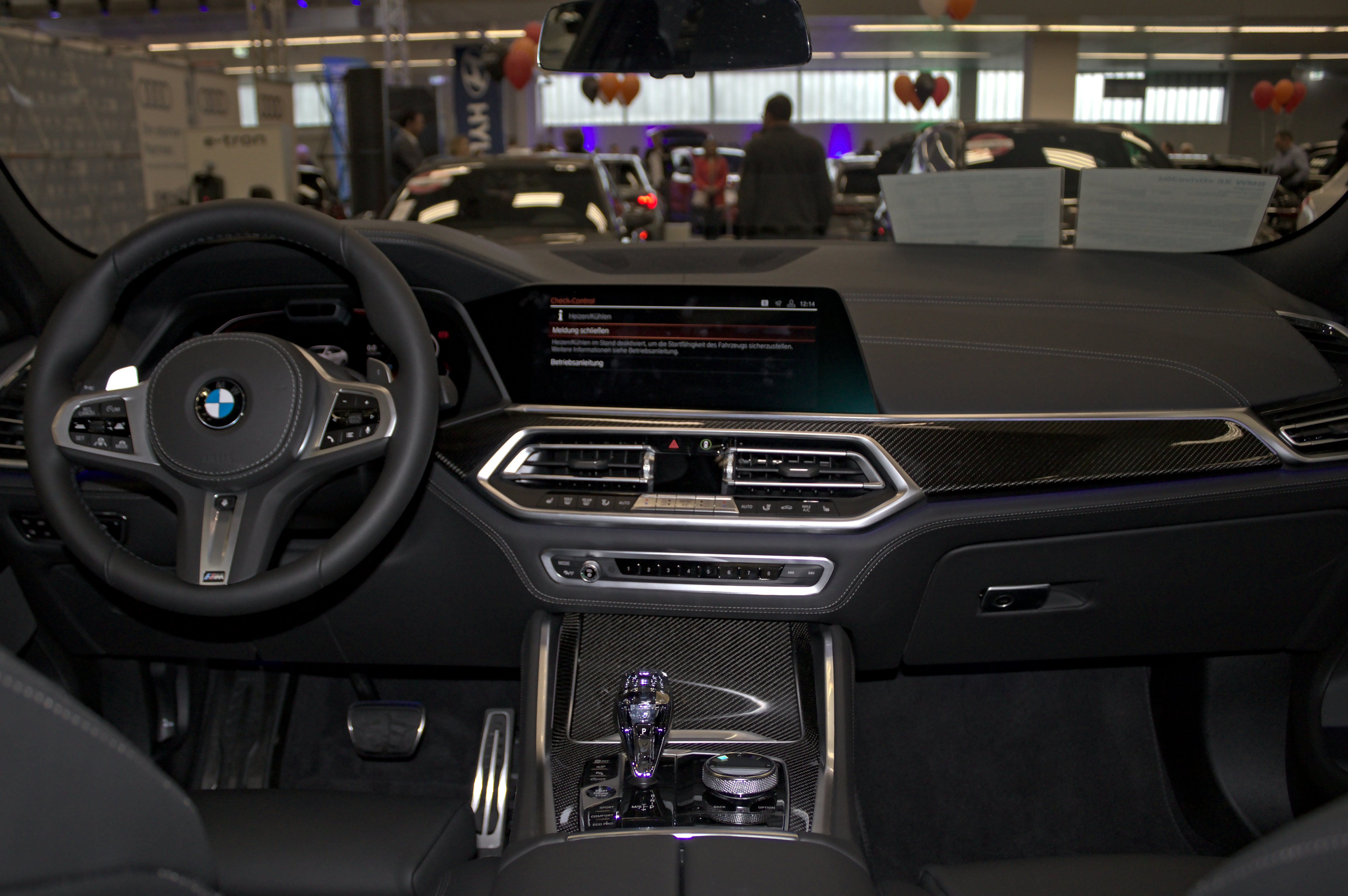
Intérieur
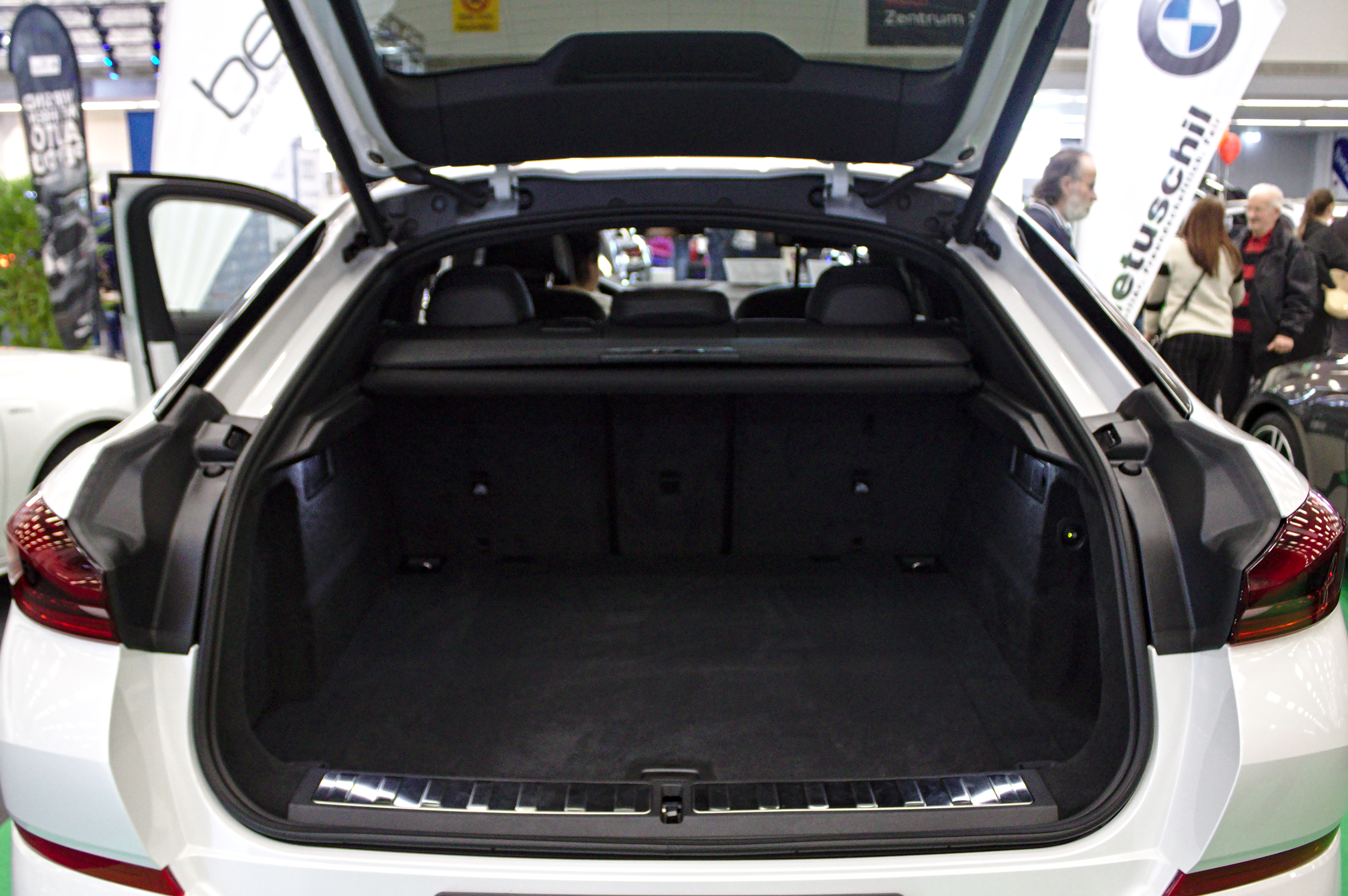
Coffre
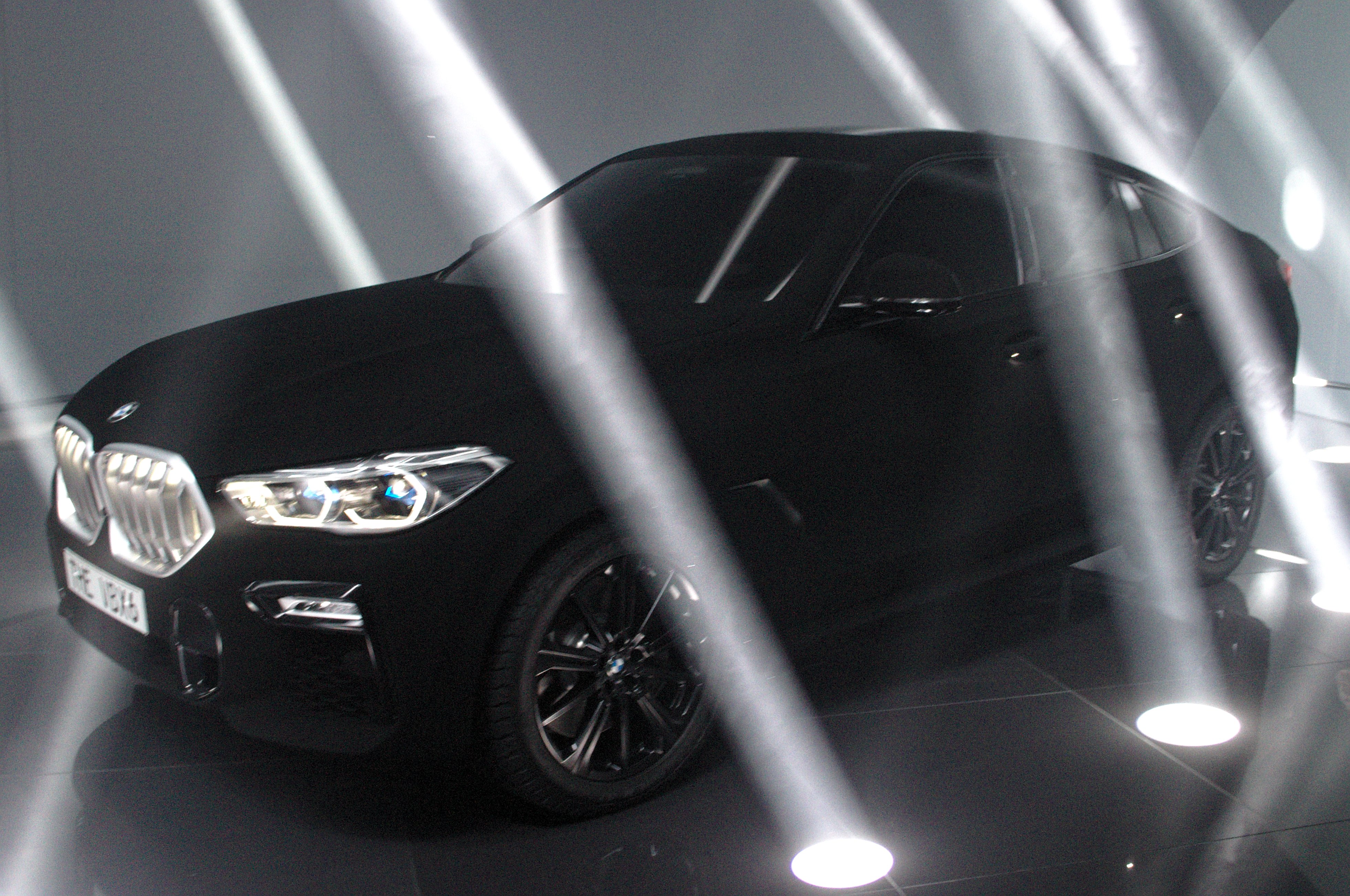
X6 Vantablack VBx2

### Phase 2

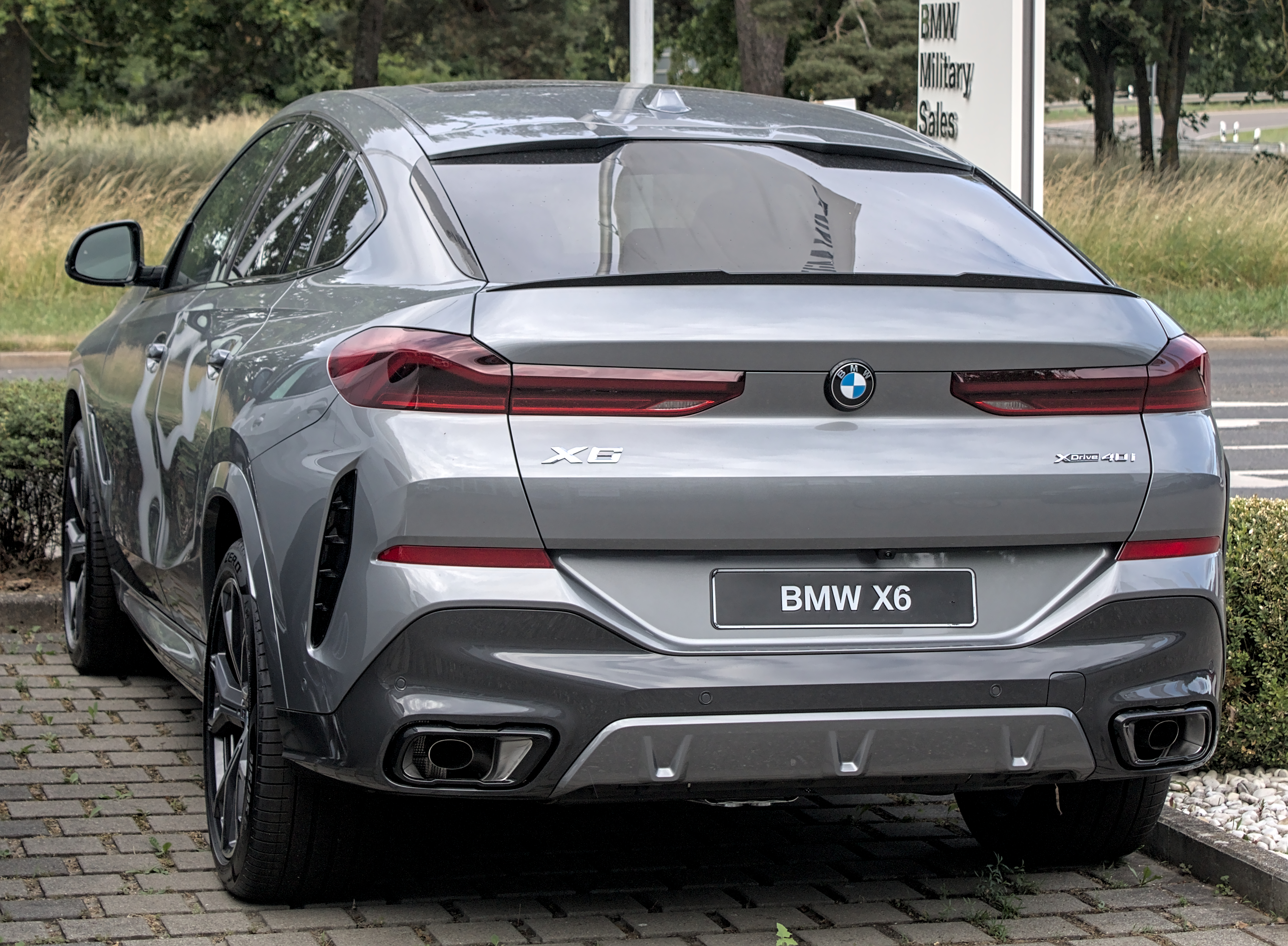
BMW X6 (restylée)

La troisième génération de X6 est restylée au premier semestre 2023. Les modifications sont à la fois esthétiques et techniques, inspirées du X5 restylé en même temps (signature lumineuse, boucliers, équipements technologiques, motorisations plus puissantes). Aussi, le X6 reçoit un double écran à l'intérieur, le Curved Display, et reçoit une micro-hybridation sur les moteurs proposés.

## Technologie
La troisième génération du X6 est basée sur le X5 (G05). L'intérieur, en particulier, est presque le même que celui du X5.
Par rapport au modèle précédent, le F16, les dimensions n'ont que légèrement changé. Visuellement, le G06 est un peu plus anguleux. Pour la première fois sur un modèle BMW, les haricots BMW peuvent être éclairés.

## Transmission
Le véhicule est uniquement disponible avec une transmission automatique à huit rapports.

### Moteurs essence
En Chine, la gamme de moteurs commence par le moteur essence R4 de 2,0 l d'une puissance maximale de 195 kW (xDrive30i). En Europe, le plus petit moteur essence est un moteur six cylindres en ligne d'une puissance maximale de 250 kW, dont la puissance est transmise à toutes les roues grâce à une transmission intégrale (xDrive40i); aux États-Unis, la même variante de moteur est également disponible avec une propulsion arrière (sDrive40i). Le moteur essence V8 le plus puissant est celui du M50i avec 390 kW. Le X6 M et le X6 M Competition sont également disponibles avec des moteurs V8; leur puissance maximale est respectivement de 441 kW et 460 kW.

### Moteurs diesel
Le moteur diesel R6 de 3,0 l est disponible avec deux niveaux de puissance depuis le début des ventes. Le xDrive30d est suralimenté par un turbocompresseur à aubes directrices réglables et a donc une puissance maximale de 195 kW. Le modèle M50d "M Performance", qui a une puissance maximale de 294 kW, dispose de quatre turbocompresseurs par étapes. Les deux modèles sont équipés d'une transmission intégrale.

## Environnement
Tous les moteurs proposés en Europe répondent au moins à la norme d'émissions Euro 6d TEMP.
En Chine, les véhicules sont conformes à la norme China VI et ceux des États-Unis sont certifiés selon la norme Bin 125.

## Véhicule de démonstration Vantablack
Dans une vidéo making-of d'une durée d'environ 01:15 min, le constructeur a montré la création du véhicule de démonstration. Sur celui-ci, le vitrage a été assombri afin que l'intérieur ne soit pas visible. Le véhicule de base, qui portait apparemment à l'origine une couleur bleue, a ensuite été préparé à l'aide d'étapes standard et peint avec du VBx2.